# Gmina Kotla
Die Gmina Kotla ist eine Landgemeinde im Powiat Głogowski der Woiwodschaft Niederschlesien in Polen. Ihr Sitz ist das gleichnamige Dorf (deutsch Kuttlau) mit etwa 1500 Einwohnern.

## Geographie

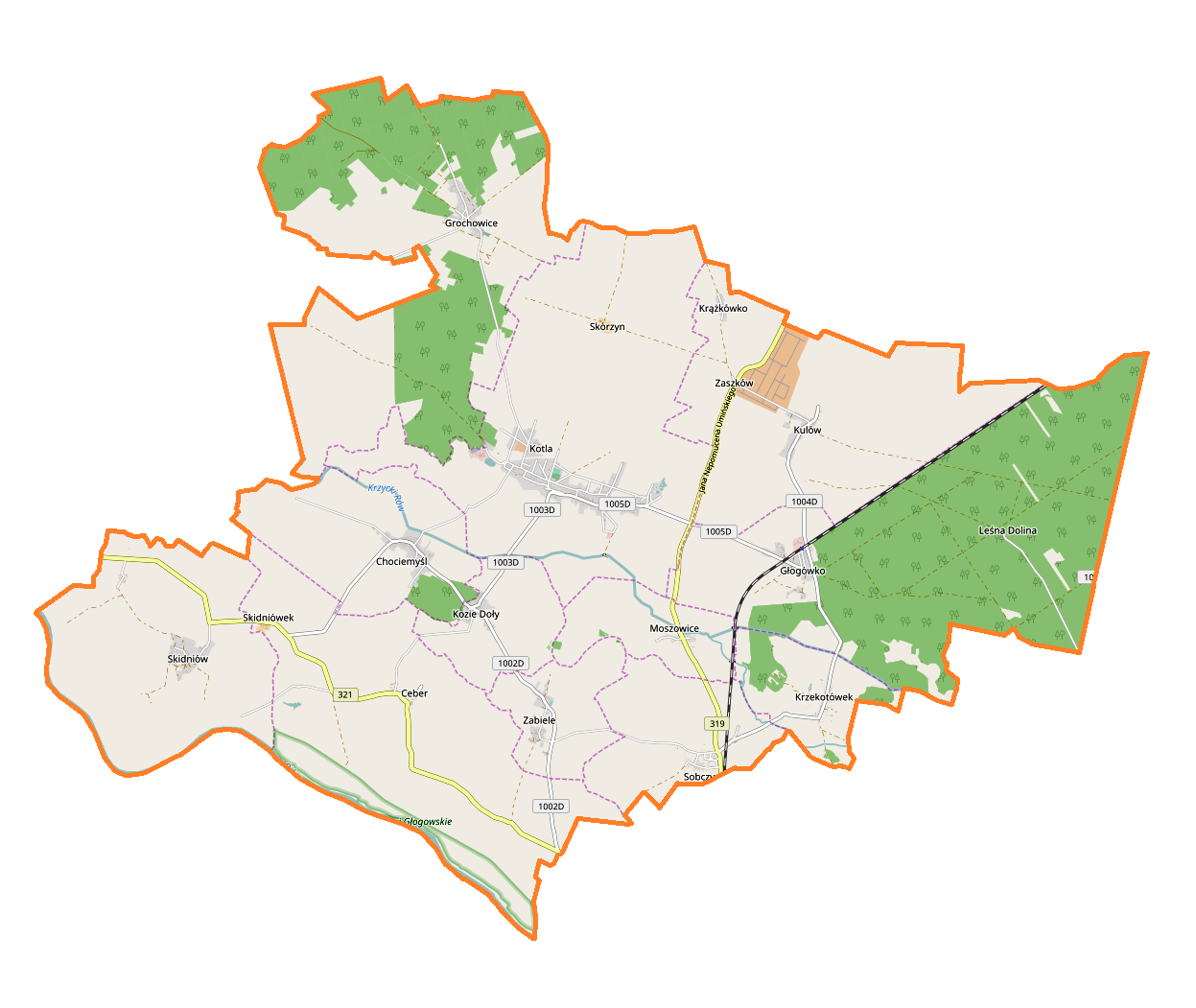
Karte der Gemeinde

Die Gemeinde liegt im äußersten Norden der Woiwodschaft und grenzt dort an die Woiwodschaft Lebus. Breslau liegt etwa 90 Kilometer südöstlich. Nachbargemeinden sind die Landgemeinde Głogów im Süden, die Kreisstadt Głogów (Glogau) im Südwesten, Żukowice im Westen und in der Woiwodschaft Lebus Siedlisko im Nordwesten, Sława im Norden und Szlichtyngowa im Osten.
Das Gebiet gehört zur Niederschlesien. Die Oder bildet die Südwestgrenze der Gemeinde.

## Geschichte
Die Landgemeinde wurde 1973 aus Gromadas wieder gebildet. Ihr Gebiet kam 1975 von der Woiwodschaft Zielona Góra zur Woiwodschaft Legnica, der Powiat wurde aufgelöst. Zum 1. Januar 1999 kam die Gemeinde zur Woiwodschaft Niederschlesien und zum wieder errichteten Powiat Głogowski.

## Gliederung
Die Landgemeinde (gmina wiejska) Kotla besteht aus zwölf Dörfern mit einem Schulzenamt (sołectwo; deutsche Namen, amtlich bis 1945). In der Wahl von 2018 waren zehn der zwölf gewählten Sołtysi Frauen:
- Ceber (Ziebern Vorwerk)
- Chociemyśl (Kotzemeuschel, 1937–1945 Dammfeld)
- Grochowice (Grochwitz, 1937–1945 Heidegrund)
- Głogówko (Glogischdorf)
- Kotla (Kuttlau)
- Kozie Doły (Kosiadel)
- Krzekotówek (Klein Vorwerk)
- Kulów (Höckricht)
- Moszowice (Moßwitz, 1937–1945 Brückenfeld)
- Skidniów (Skeyden)
- Sobczyce (Tschopitz, 1936–1945 Klettental)
- Zabiele (Sabel)

Weitere Orte der Gemeinde sind die Wüstung Bogomice (Biegnitz) und die Weiler Dorzecze (Bauschhof Vorwerk), Krążkówko (Neukranz), Leśna Dolina (Stadtforst/Försterei), Pękoszów (Vorwerk Mathildau), Skidniówek (Gut Skeyden), Skórzyn (Schuhmacherhof) sowie Zakrzów (Sakrau).

## Verkehr
Die Woiwodschaftsstraße DW319 führt im Osten des Gemeindegebiets in die Kreisstadt Głogów. Die dort abzweigende DW321 führt durch den Südwesten der Gemeinde nach Siedlisko (Carolath).
Der nächste internationale Flughafen ist Breslau. 
Der Bahnhof Głogówko liegt an der Bahnstrecke Łódź–Forst (Lausitz), die hier nur noch im Güterverkehr betrieben wird. Die Bahnstrecke Grodziec Mały–Kolsko mit den Stationen Bogomice, Kamiona (bei Ceber), Chociemyśl und Kotla wurde stillgelegt.